# Viviana Ballabio
Viviana Ballabio (Mariano Comense, 26 luglio 1967) è un'ex cestista e dirigente sportiva italiana.

## Carriera

### Club
Ha disputato tutta la sua carriera con la Pool Comense.
Ha iniziato a giocare a minibasket con il Basket Carugo, allenata da Laura Pozzi. Nel 1983 passa alla Pool Comense, per diventarne nel tempo capitana.
Gioca fin dal principio nel ruolo di guardia e playmaker. Nel 1985 vince lo scudetto juniores con la Comense, il primo di una lunga serie. Nel 1991 gioca la sua prima coppa internazionale, arrivando alla finale della Coppa Ronchetti.
È fra le atlete più vincenti dello sport italiano. Nella sua lunga carriera ha vinto: 10 scudetti, 2 Coppe dei campioni, 5 Coppe Italia, 5 Supercoppa Italia ed un Mundialito per Club.
Ha giocato l'ultima gara ufficiale il 12 maggio 2002, nella quarta partita di finale per lo scudetto contro Schio. La sua maglia numero 10 è stata ritirata il 28 novembre 2002, nel corso del "Ballabio Day", partita di beneficenza giocata con tutte le sue ex compagne.
È tornata in campo il 27 febbraio 2011, contro i campioni d'Italia di Taranto (realizzando anche due punti) per stabilire il record di decenni giocati (4) con la stessa maglia: è infatti divenuta l'unica giocatrice della pallacanestro femminile ad aver giocato almeno una partita ufficiale sempre con la stessa maglia, nei quattro decenni tra gli anni ottanta e i duemila.
Ha giocato 19 campionati italiani di serie A consecutivi (20 complessivi, considerando quello 2010-11), giocando 577 partite e segnando 4487 punti. Ha partecipato a 11 edizioni della Coppa dei Campioni (poi Eurolega), vincendola in due occasioni e disputando in totale 158 partite, con 1078 punti.

### Nazionale
Viviana Ballabio ha esordito con la nazionale italiana il 5 luglio 1987 a Bari (Italia-Jugoslavia 61-56); ha vinto la medaglia d'argento ai Giochi del Mediterraneo di Lattes 1993, e la medaglia d'argento ai Campionati europei 1995 a Brno.
Ha fatto parte della squadra che ha partecipato ai Campionati europei di Tel Aviv 1991, Perugia 1993 e Budapest 1997. Ha preso parte ai Campionati del Mondo 1994 in Australia ed alle Olimpiadi di Atlanta nel 1996 (classificandosi all'ottavo posto).
Inoltre ha vinto la medaglia di bronzo ai Campionati Europei Juniores di Gualdo Tadino nel 1986.
Con la maglia azzurra ha totalizzato 140 presenze segnando 729 punti.

## Statistiche
| Stagione  | Campionato Italiano | Campionato Italiano | Coppa Campioni | Coppa Campioni |
| Stagione  | Presenze            | Punti               | Presenze       | Punti          |
| --------- | ------------------- | ------------------- | -------------- | -------------- |
| 1983-1984 | 24                  | 49                  |                |                |
| 1984-1985 | 24                  | 252                 |                |                |
| 1985-1986 | 31                  | 340                 |                |                |
| 1986-1987 | 29                  | 310                 |                |                |
| 1987-1988 | 30                  | 380                 |                |                |
| 1988-1989 | 27                  | 318                 |                |                |
| 1989-1990 | 35                  | 237                 |                |                |
| 1990-1991 | 37                  | 312                 | 12             | 62             |
| 1991-1992 | 39                  | 280                 | 11             | 97             |
| 1992-1993 | 35                  | 237                 | 14             | 129            |
| 1993-1994 | 30                  | 227                 | 15             | 94             |
| 1994-1995 | 34                  | 204                 | 12             | 88             |
| 1995-1996 | 32                  | 304                 | 14             | 142            |
| 1996-1997 | 28                  | 221                 | 18             | 130            |
| 1997-1998 | 29                  | 234                 | 18             | 129            |
| 1998-1999 | 33                  | 174                 | 18             | 100            |
| 1999-2000 | 30                  | 157                 | 17             | 72             |
| 2000-2001 | 32                  | 213                 | 15             | 82             |
| 2001-2002 | 17                  | 36                  | 6              | 15             |
| 2010-2011 | 1                   | 2                   |                |                |
| Totali    | 577                 | 4487                | 170            | 1140           |

## Palmarès
- Campionato italiano: 10
Pool Comense: 1990-91, 1991-92, 1992-93, 1993-94, 1994-95, 1995-96, 1996-97, 1997-98, 1998-99, 2001-02
- Coppa dei Campioni: 2
Pool Comense: 1994, 1995
- Coppa Italia: 5
- Supercoppa italiana: 5
- Mundialito: 1